# Abdel Hafiz Nofal
Abdel Hafiz Nofal (en árabe: عبد الحفيظ نوفل‎) (17 de julio de 1951) es un diplomático palestino, embajador del Estado de Palestina en la Federación de Rusia desde noviembre de 2015. Anteriormente fue embajador del Estado de Palestina en Sudáfrica, Namibia y Lesoto. También ocupó cargos en el sector público, en asuntos de comercio, industria y trabajo.

## Biografía

### Primeros años
Nofal fue criado por una familia mercantil en las afueras de Ramala. Realizó una Licenciatura en Artes y luego una Maestría en Relaciones Internacionales con una beca de la Universidad de Kiev.

### Carrera
Supervisó las actividades económicas de la Organización para la Liberación de Palestina (OLP) en África entre 1981 y 1986, presidiendo la Fundación Samed. Después de la firma de los Acuerdos de Oslo, se trasladó a Cisjordania donde se desempeñó como ministro auxiliar del Ministerio de Economía hasta 2008, cuando fue designado viceministro del mismo ministerio.
En 2012, fue nombrado embajador del Estado de Palestina en Sudáfrica. A principios de 2015 fue designado como embajador en Rusia.
Es miembro del Comité Económico Conjunto Palestino-Israelí y de diversas organizaciones palestinas.